# Jacques Brozzetti
Jacques Brozzetti (21 de fevereiro de 1940) é um engenheiro civil francês.
Brozzetti é desde 1986 professor da École Nationale des Ponts et Chaussées.
Recebeu o Prêmio Charles Massonet de 2000 e o Prêmio Albert Caquot de 2004.

## Obras
- com Manfred Hirt et al.: Construction métallique: exemples numériques adaptés aux Eurocodes, 1995
- com Pierre Bourrier et al.: Construction métallique et mixte acier-béton, 2 Partes, 1996